# Muko-jima

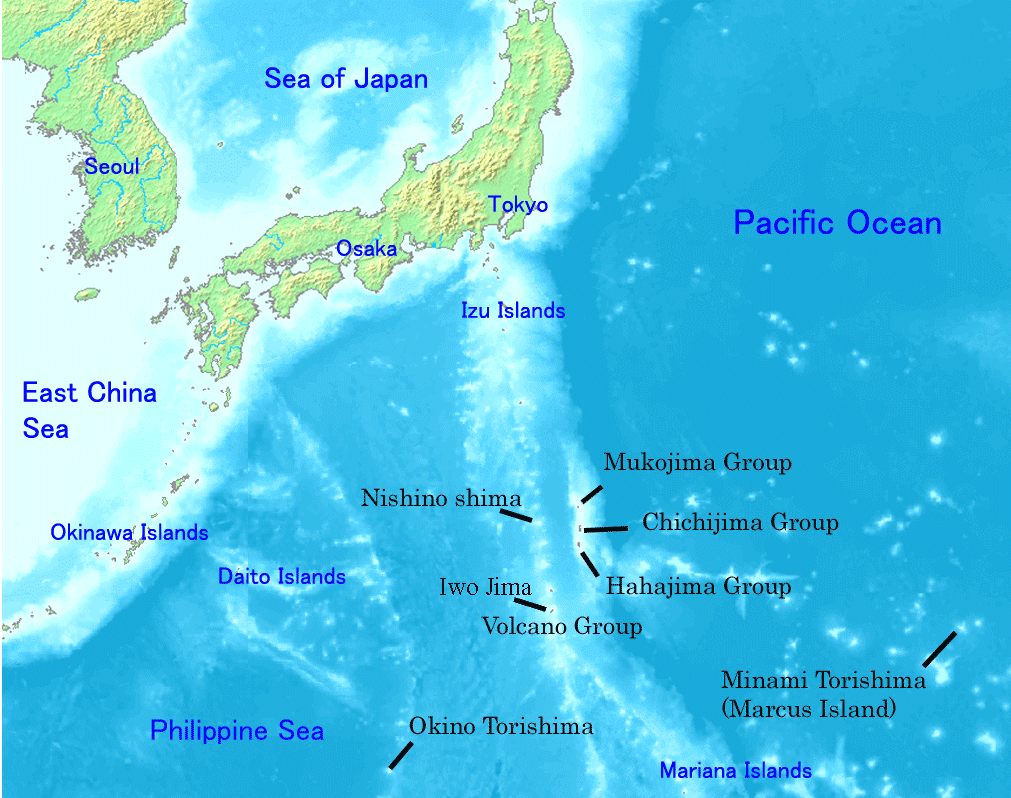
Lägeskarta

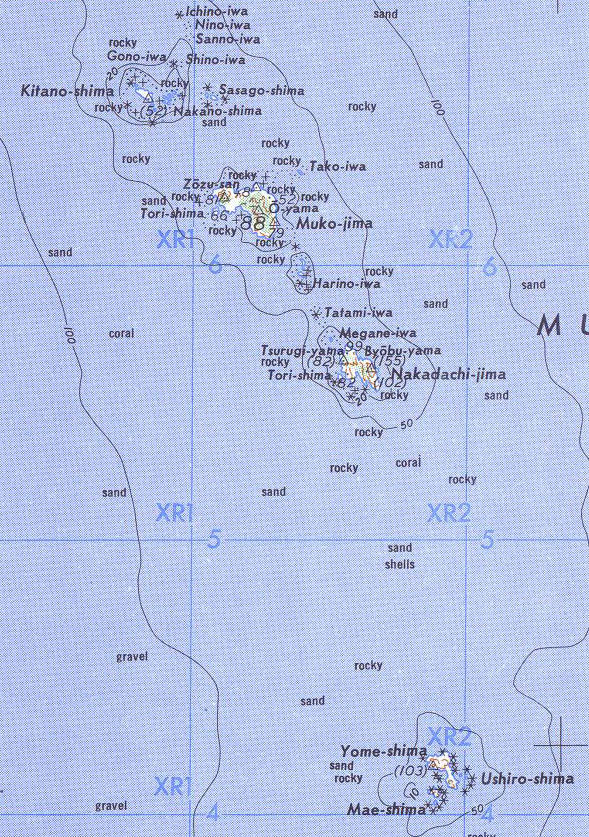
Muko-jima

Muko-jima (japanska  (聟島?) Muko-jima, "Brudgumsön") är huvudön bland Mukojimaöarna i nordvästra Stilla havet och tillhör Japan.

## Geografi
Muko-jima ligger ca 330 km norr om Iwo To och cirka 1 200 kilometer sydöst om Honshu. 
Ön är av vulkaniskt ursprung och har en areal om ca 3,07 km² med en längd på ca 2 km och ca 800 m bred. Den är den mellersta ön bland Mukojimaöarna och den största. Den högsta höjden är kullen Ō-yama på ca 88 m ö.h.  Förvaltningsmässigt är den obebodda ön del i subprefekturen Ogasawara-shichō och tillhör Tokyo prefekturen på huvudön Honshu.

## Historia
Det är osäkert när öarna upptäcktes, de första dokumenterade japanska kontakterna skedde kring 1670 och då var öarna obebodda.
Under andra världskriget utspelades ett av de största och betydande slagen (Slaget om Iwo Jima) våren 1945 kring Iwo To. Öarna ockuperades sedan av USA som förvaltade öarna fram till 1968 då de återlämnades till Japan.
2007 anmäldes Mukojimaöarna tillsammans med övriga Ogasawaraöarna som Unesco världsarv.